# یواس‌اس ریت (اس‌پی-۱۰۷)
یواس‌اس ریت (اس‌پی-۱۰۷) (به انگلیسی: USS Riette (SP-107)) یک کشتی بود که طول آن ۶۰ فوت (۱۸ متر) بود. این کشتی در سال ۱۹۱۶ ساخته شد.